# 若奥さまは腕まくり!
『若奥さまは腕まくり!』（わかおくさまはうでまくり!）は、1988年7月8日から同年9月23日までTBS系列で金曜9時枠に放送されたテレビドラマ。全12回。後にスペシャル番組も放送されている。

## 概要
新婚夫婦と同居人のドタバタ劇を描いたホームコメディ。1987年に放送されたテレビドラマ『ママはアイドル!』に引き続き、中山美穂と三田村邦彦が夫婦役で共演した。視聴率は、平均17.3%、最高20.8%。

## キャスト
- 広瀬友子：中山美穂
大学を中退して聡と結婚。20歳。
- 広瀬聡：三田村邦彦
友子の夫。スーパーマーケット勤務。
- 広瀬タツ：千石規子
姑。3兄弟の母親。
- 広瀬麻里：西尾麻里
聡の姪（春夫の娘）。長女。中学生14歳。
- 広瀬花恵：近藤花恵
聡の姪。次女。小学生。
- 広瀬千恵子：土井千恵子
聡の姪。三女。小学生。
- 北沢円：美保純
広瀬家のマンションの隣人。
- 北沢おさむ：松澤一之
円の夫。放送作家。
- 緑川礼子：早瀬優香子
聡と同じスーパーの店員。
- 佐々木圭一：段田安則
聡の職場の同僚。礼子の恋人。
- 塩川みずえ：中尾ミエ
聡の姉。2児の母。
- 広瀬春夫：伊東四朗
聡の兄。3姉妹の父親。アメリカに転勤中。
- 水沢厳一：井川比佐志
友子の父親。中学校教師。
- 塩川健太：堀裕晶
みずえの息子。
- ナレーター：中村正

## 主なゲスト
- 河合元春：永瀬正敏（第3回） - 友子の元ボーイフレンド。
- 岡部加奈子：山下容里枝（第3・11回） - 友子の友人：水島かおり ：渡辺千秋
- 番組司会者：せんだみつお（第5回）
- 番組アシスタント：三井比佐子・植草真恵美（第5回）
- 大下正敏：石橋保（第6回） - 花恵の家庭教師。聡の会社の専務の息子。
- 川添光江：風吹ジュン（第7回） - 春夫の見合い相手。
- 巡査：田山涼成（第9回）
- 美由起 / 由美子：飯塚雅弓（第2・11・12回） - 花恵の友達。
- ミドリ：吉沢梨絵（第2・12回） - 千恵子の友達。
- 真琴：大村美樹（第12回） - 麻里の友達。
- 仲村知夏（第12回） - 本人役で出演。テレビ局内で「太陽のあいつ」を突然歌い始める。

## 主題歌
- 「人魚姫 mermaid」中山美穂

## スタッフ
- 脚本：吉本昌弘
- プロデュース：八木康夫、伊藤一尋
- 制作補：小池唯一
- 演出補：百武健之、金子与志一、後藤和彦、長江俊和
- 演出：遠藤環、松田幸雄、加藤浩丈
- 制作協力：東通、緑山スタジオ・シティ
- 製作著作：TBSテレビ

## 放送話
|        | サブタイトル                   | 演出     |
| ------ | ------------------------------ | -------- |
| 第1回  | 甘くないわよ、スイートホーム。 | 遠藤環   |
| 第2回  | 妻はメルヘン、嫁はタイヘン     | 遠藤環   |
| 第3回  | ママは年中苦労する             | 松田幸雄 |
| 第4回  | 夏休みアルバイト大作戦！       | 松田幸雄 |
| 第5回  | 家族旅行につれてって！         | 遠藤環   |
| 第6回  | 初恋合戦                       | 遠藤環   |
| 第7回  | お見合い大作戦                 | 加藤浩丈 |
| 第8回  | こんにちは、赤ちゃん           | 松田幸雄 |
| 第9回  | ママって呼んでいいですか？     | 松田幸雄 |
| 第10回 | 女の敵はゆるさない！           | 遠藤環   |
| 第11回 | 夫婦ゲンカを、おもしろくする法 | 伊藤一尋 |
| 最終回 | うちのママは世界一             | 遠藤環   |

## 特別番組
『中山美穂スペシャル 若奥さまは腕まくり! 番外編』
- 放送日時：1988年9月30日（金） 21:30 - 22:24
- 出演：中山美穂、西尾麻里、近藤花恵、土井千恵子